# ФБК (компания)
ФБК («Финансовые и бухгалтерские консультанты») — российская аудиторско-консалтинговая компания, основана в 1990 году.

## История
C 1995 по 2014 год входила в состав международной сети PKF International. В 2004 году ФБК поглотила аудиторскую компанию ФинЭскорт; на момент сделки ФБК по выручке от оказания аудиторских услуг находилась на 3-м месте в рейтинге по версии журнала «Деньги», Финэскорт – на 23 месте.
С 1 августа 2014 года по 1 марта 2022 года входила в сеть независимых аудиторских и консалтинговых фирм Grant Thornton International. 

## Деятельность
Компания оказывает аудиторские услуги, услуги в области финансового, управленческого консалтинга и сопровождения сделок, оценки, подготовки и верификации нефинансовой отчетности, аутсорсинга учетных функций.
Кроме того, компания оказывает всестороннюю юридическую поддержку в области налогообложения и большинства отраслей права (под брендом ФБК Право), а также осуществляет консалтинг в области кибербезопасности финансовых организаций (под брендом FBK Cybersecurity).

## Признание
В рейтинге журнала Коммерсантъ-Деньги за 2012 год ФБК занимала 6 место среди аудиторских компаний России. В 2015 году по оценке "Эксперт РА", в 2015 году в  рейтинге компания заняла первое место. По итогам 2018 года компания ФБК расположилась на 6 месте в списке крупнейших российских аудиторских организаций.
ФБК традиционно занимает шестое место в рейтинге крупнейших аудиторских организаций России, подготовленном RAEX, первое место в номинациях «Аудит банков» и «Аудит лизинговых компаний», входит в тройку лидеров в ряде номинаций: «Финансовый консалтинг», «Налоговый консалтинг» и «Юридический консалтинг».  Кроме этого, ФБК удерживает лидирующие позиции в номинациях «Оценочная деятельность», «Аутсорсинг» и «IT-консалтинг».
Юристы ФБК отмечены рейтингами газеты «Коммерсантъ», журнала Forbes, «Право-300».
С 2009 по 2015 годы ФБК входила в СРО НП «Аудиторская палата России». С 1 августа 2015 года ФБК является членом саморегулируемой организации аудиторов Ассоциация «Содружество» (СРО ААС).